# Neochmia modesta
Il diamante zebrato (Neochmia modesta Gould, 1837) è un uccello passeriforme della famiglia degli Estrildidi.

## Tassonomia
Inizialmente classificata nel genere Amadina col nome di Amadina modesta, a specie è stata di volta in volta ascritta al genere Poephila ed infine al genere Neochmia. Tuttavia, secondo alcuni il diamante zebrato sarebbe filogeneticamente non molto vicino ai diamanti del genere Neochmia (dal canto loro piuttosto lontani dagli altri diamanti australiani), quanto piuttosto affine proprio ai diamanti del genere Poephila e Taeniopygia: per questo motivo, alcuni studiosi sarebbero propensi a una sua riclassificazione in un genere monotipico derivato dall'elevazione di rango del sottogenere di appartenenza della specie, Aidemosyne Reichenbach, 1862.

## Distribuzione edhabitat
La specie occupa un areale piuttosto esteso, che abbraccia tutta l'Australia orientale e centro-orientale dal sud della penisola di Capo York (grossomodo dove sorge la città di Townsville) al nord dello stato del Victoria.
L'habitat di questa specie è costituito dalle aree di prateria e savana con presenza di alberi e cespugli sparsi e con una fonte permanente d'acqua dolce, in quanto il diamante zebrato è un uccello che beve moltissimo in rapporto ad altre specie di diamanti australiani.

## Descrizione

### Dimensioni
Misura circa 14–16 cm, compresa la coda (che può costituire fino a un terzo della lunghezza totale).

### Aspetto

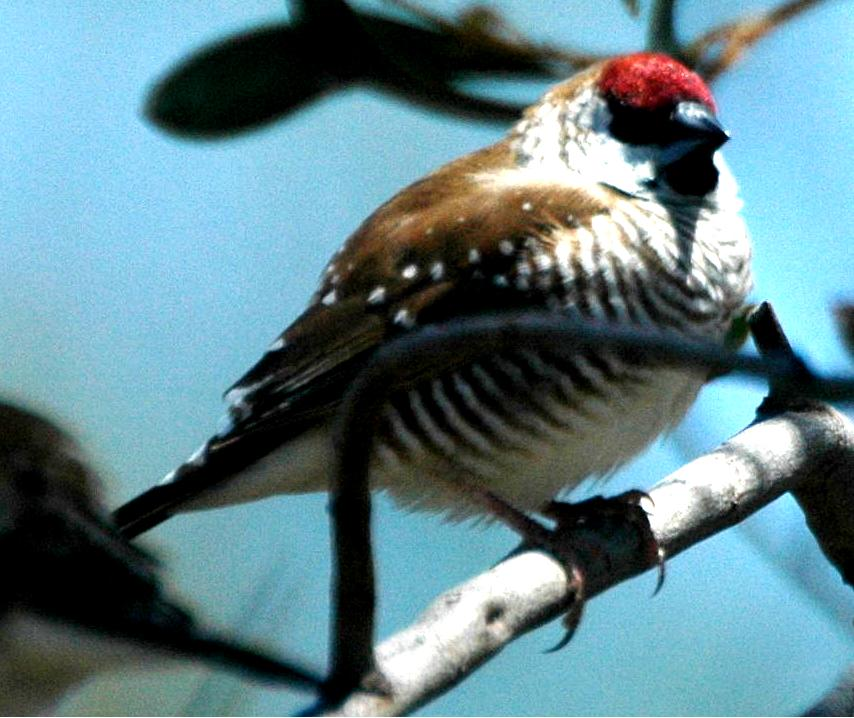
Un maschio di diamante zebrato.

Si tratta di un uccello robusto, dotato di un becco tozzo e forte e di una coda allungata.

Il nome scientifico del diamante zebrato sottolinea l'assenza della livrea sgargiante tipica di molte specie di diamanti australiani, in quanto nel piumaggio di questo uccello predominano i toni del bruno; la parte superiore del corpo (nuca, dorso, ali, codione e coda) è infatti di colore bruno carico, con tendenza a scurirsi su codione e coda, mentre l'area ventrale (guance, gola, petto, ventre e fianchi) è di colore beige che vira verso il bianco nella parte centrale del ventre e sul sottocoda. Il nome comune di questo uccello, invece, rimanda alla presenza di zebrature, che sono di colore bianco e presenti su sopracciglia, collo, petto, fianchi, codione e coda, mentre sulle remiganti sono presenti due file di macchie bianche. Il becco è nero, le zampe sono di colore carnicino e gli occhi sono di colore bruno scuro. Nel maschio sono inoltre presenti una bavetta di color ruggine ed una macchia frontale dello stesso colore (spesso però di colore più acceso e tendente al rosso porpora), che nella femmina sono ridotte o assenti, in ogni caso con predominanza del bruno sul rosso; esse presentano inoltre zebratura meno fitta.
Ne è stata selezionata in cattività una mutazione, denominata isabella o agata, nella quale il bruno del piumaggio diviene un beige più scuro su coda e fronte.

## Biologia
Si tratta di un uccello molto vivace, che all'infuori del periodo riproduttivo forma stormi anche numerosi (fio a 300 individui ed oltre) e si raggruppa anche con altre specie. Il diamante zebrato è una specie diurna e principalmente terricola, che si muove al suolo o fra gli steli d'erba alla ricerca di cibo, tenendosi in contatto coi conspecifici tramite un flebile richiamo flautato.

### Alimentazione
Il diamante zebrato è un uccello essenzialmente granivoro, che si ciba di una vasta gamma di piccoli semi che predilige ancora immaturi. Non disdegna tuttavia di cibarsi anche di germogli, frutta e bacche, mentre è assai raro che integri la propria dieta con piccoli insetti od altri invertebrati.

### Riproduzione
Il periodo riproduttivo coincide con la primavera e l'estate australe, in quanto si estende da settembre agli inizi di gennaio. Il corteggiamento avviene con il maschio che arruffando le penne si avvicina alla femmina cantando e tenendo nel becco uno stelo d'erba, dando vita a una serie di movimenti a scatto della testa e del corpo in ambo i sessi, col maschio che erge le penne della testa ed "annuisce" o si inchina mostrando alla femmina la colorazione rossiccia della calotta cranica: la femmina dimostra la propria disponibilità all'accoppiamento strofinando il proprio becco con quello del maschio.

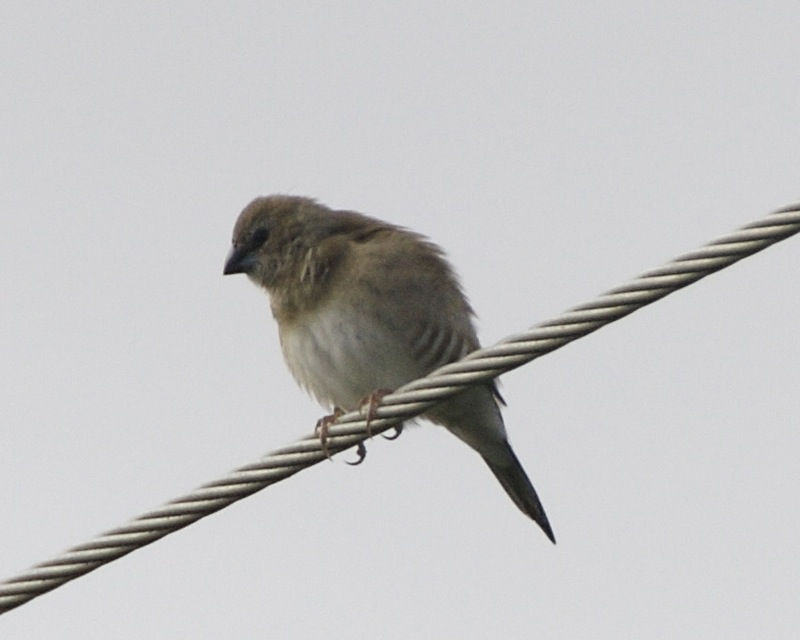
Giovane di diamante zebrato con la caratteristica livrea giovanile.

Il nido viene costruito da entrambi i sessi: esso viene disposto nel folto dei cespugli o nell'erba alta, generalmente a meno di un metro dal suolo. Il nido consta di un numero limitato di steli d'erba ed altro materiale fibroso di origine vegetale intrecciati a formare una struttura sferica di circa 15 cm di diametro, con camera di cova centrale.

All'interno del nido vengono deposte 4-6 uova, che vengono covate principalmente dalla femmina per circa 12 giorni: in caso di minaccia da parte di eventuali predatori, la femmina ed il maschio cercano di distrarre l'intruso scagliandosi fuori dal nido e posandosi al suolo a qualche metro di distanza, in modo tale da farsi seguire ed allontanarlo da uova o nidiacei.

I piccoli vengono allevati da ambo i sessi e s'involano attorno alla terza settimana di vita, pur tornando all'interno del nido durante la notte ancora per qualche giorno, dopodiché vengono scacciati dai genitori (che spesso stanno per cominciare una nuova deposizione) ed in particolare dal padre. Essi effettuano la prima muta attorno al mese e mezzo di vita, tuttavia mantengono la livrea giovanile (di colore grigio-brunastro) fino ai due mesi e mezzo: a questo punto i giovani sono già in grado di riprodursi, tuttavia è assai raro che le parate di corteggiamento dei maschi riescano ad avere successo (attirando una femmina) prima dell'anno d'età.